# Чемпионат мира по бегу по пересечённой местности 2011
Чемпионат мира по кроссу 2011 года прошёл 20 марта в городе Пунта-Умбриа, Испания. Решение о проведение соревнований в городе Пунта Умбрия было принято 21 ноября 2009 года на заседании совета IAAF в Монако.
Всего было проведено 4 забега — мужчины (дистанция 12 км), женщины (8 км), а также забеги юниоров (8 км) и юниорок (6 км). Также разыгрывались победители в командном первенстве — складываются четыре лучших результата от страны и по сумме наименьшего времени определялись чемпионы. Командным победителем стала Эфиопия, ненамного опередившая Кению.

## Результаты

### Личные

#### Мужчины
| Место | Имя             | Гражданство | Время 0(м:с) |
| ----- | --------------- | ----------- | ------------ |
|       | Иман Мерга      | Эфиопия     | 33.50        |
|       | Пол Тануи       | Кения       | 33.52        |
|       | Винсент Чепкок  | Кения       | 33.53        |
| 4     | Мэтью Кисорио   | Кения       | 33.55        |
| 5     | Джеффри Мутаи   | Кения       | 34.03        |
| 6     | Стивен Кипротич | Уганда      | 34.07        |
| 7     | Филимон Лимо    | Кения       | 34.21        |
| 8     | Хунегнау Месфин | Эфиопия     | 34.25        |

#### Женщины
| Место | Имя                | Гражданство | Время 0(м:с) |
| ----- | ------------------ | ----------- | ------------ |
|       | Вивиан Черуйот     | Кения       | 24.58        |
|       | Линет Масаи        | Кения       | 25.07        |
|       | Шалан Фланаган     | США         | 25.10        |
| 4     | Меселеш Мелкаму    | Эфиопия     | 25.18        |
| 5     | Приска Чероно      | Кения       | 25.20        |
| 6     | Вуде Айалев        | Эфиопия     | 25.21        |
| 7     | Паулина Кориквианг | Кения       | 25.26        |
| 8     | Линет Чепкуруи     | Кения       | 25.28        |

### Командные
На 1 место пьедестала поднялась команда Эфиопии (17 очков), на 2 место — команда Кении (19 очков), на 3 месте — команда Японии (75 очков).